# Tormopsolus echenei
Tormopsolus echenei är en plattmaskart. Tormopsolus echenei ingår i släktet Tormopsolus och familjen Acanthocolpidae. Inga underarter finns listade i Catalogue of Life.